# 望奎镇
望奎镇，是中华人民共和国黑龙江省绥化市望奎县下辖的一个乡镇级行政单位。

## 行政区划
望奎镇下辖以下地区：
金家胡同社区、宏达社区、双龙社区、解放路社区、东环社区、广场社区、花园社区、曙光社区、电业村社区、兴安社区、厢红五村、厢红六村、正兰后四村和正兰五村。